# Attentat de Monsey
L'attentat de Monsey est une attaque terroriste survenue le 28 décembre 2019 à Monsey, dans l'État de New York, aux États-Unis. L'attentat a eu lieu chez un rabbin et a fait 5 blessés.

## Contexte
L'attaque a eu lieu durant la septième nuit de Hanoucca. Elle survient dans un contexte de montée des agressions antisémites aux États-Unis. Le 20 novembre, un juif orthodoxe a été poignardé près d'une synagogue de Ramapo, dans le même comté que Monsey.
Le 10 décembre, une fusillade à Jersey City dans une épicerie casher a fait quatre morts. La police avait qualifié cette attaque « d'acte de terrorisme intérieur alimenté par l’antisémitisme et par des vues anti-forces de l'ordre" ».

## Déroulement
Dans la nuit du 28 décembre 2019, vers 22 h 00 (heure locale), un homme masqué entre dans la maison d'un rabbin située à Monsey et attaque les personnes présentes. Il tente ensuite de pénétrer dans la synagogue voisine, mais les fidèles avaient verrouillé les portes en entendant les cris provenant de la maison. L'homme a alors pris la fuite en voiture avant d'être arrêté par la police, à Harlem, quelques heures plus tard.

## Bilan
Cinq juifs, d'obédience hassidique (ultra-orthodoxe), sont blessés durant l'attaque, deux d'entre eux étant dans un état critique.

## Réactions
Le président américain Donald Trump a tweeté : « L'attaque antisémite à Monsey lors de la septième nuit de Hanouka est horrible. Nous devons tous nous réunir pour combattre, défier et éradiquer le fléau néfaste de l'antisémitisme ».
Le premier ministre canadien Justin Trudeau a, pour sa part, déclaré : « L'antisémitisme et la haine n'ont de place nulle part dans le monde et nous devons continuer à nous unir contre eux ».
Le président israélien Reuven Rivlin s'est dit « sous le choc et indigné » après cette attaque. « La montée de l'antisémitisme n'est pas seulement un problème juif, et certainement pas seulement le problème de l'État d'Israël. Nous devons travailler ensemble pour combattre ce mal qui relève la tête à nouveau et constitue une véritable menace à travers le monde » a-t-il ajouté.
Le premier ministre israélien Benyamin Netanyahou a « fortement condamné les récentes manifestations d'antisémitisme ».